# 貝拉斯
貝拉斯（阿拉伯语：‎），是阿爾及利亞的城鎮，位於該國北部艾因迪夫拉省，由巴提耶區負責管轄，面積127平方公里，2008年人口5,452，人口密度每平方公里43人。